# Embalse de Rutland
El embalse de Rutland es un lago artificial situado en el condado de Rutland, cerca de Oakham, en el Inglaterra. Construido en 1976, es uno de los lagos artificiales más grandes de Europa, y el segundo de mayor tamaño del Reino Unido, tanto por superficie (1 086 ha) como por capacidad (124 hm³), después del embalse de  Kielder. Este espacio fue designado lugar Ramsar en 1991.